# DN18B
DN18B este un drum național lung de 80 km, care face legătura între Baia Mare și DN1C în localitatea Cășeiu.

## Traseu
Pornește din Baia Mare, trece prin Copalnic, Târgu Lăpuș și se termină la Cășeiu. Pe sectorul nou modernizat dintre Rohia (MM) și Măgoaja (CJ) este permisă circulația numai vehiculelor cu greutatea sub 7,5t.